# Kimpambou Kayes
4° 12′ 49″ S, 13° 39′ 47″ E
Kimpambou Kayes (s’écrit également Kimpambu Kayes) est un village situé dans le département de la Bouenza en République du Congo, près de Madingou.
Kimpambou Kayes est situé sur l'axe Madingou-Bouansa. On distingue Kimpambou Kayes village et Kimpambou gare. Les deux villages sont essentiellement séparés par la voie ferrée. Kimpambou Kayes village fait face à Kibounda et Kimpambou Kayes gare fait face à Mandou. Les villages aux alentours sont Mandou, Kibounda, kihoungou, mbémbé, Téndzy,... Les habitants de ces villages sont des bantous, ce sont des Bakamba. La langue pratiquée est le kamba. 
L'une des plus grandes familles de ce village est la Famille Toka dont le fondateur est Toka Ubalde, créateur et ancien chef du dit village, père de l’ancien Ministre de l'éducation civique et de la jeunesse Zacharie Kimpouni. Le village compte également des personnalités comme Djo Balard, un des créateurs de la Société des ambianceurs et des personnes élégantes (SAPE) et un acteur du film Black Mic Mac (interprétant son propre personnage), ou encore Kibamba Pierre ancien Directeur général des douanes du Congo.